# Heiße Höschen
Heiße Höschen (auch heißes Höschen) ist ein Ausdruck, welcher 1971 von der Gesellschaft für deutsche Sprache bei der Wahl zum Wort des Jahres auf den fünften Platz gewählt wurde.
Der Ausdruck bezog sich auf die zum damaligen Zeitpunkt in Mode kommenden Hot Pants, bei denen Gesäß und Beine des Trägers besonders zur Geltung kamen, was als sexy oder aber schockierend empfunden wurde.

## Musikalische Rezeption
Der eher unbekannte Frank Westen spielte einen Schlager mit dem Titel Heiße Höschen ein, der im Stil der 1970er Jahre erklang.